# 어퍼반도

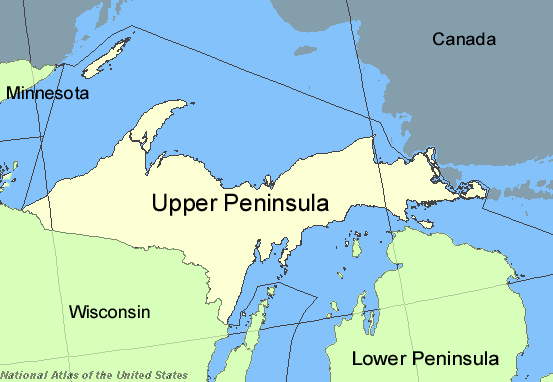
어퍼반도

어퍼반도(Upper Peninsula)는 미국 미시간주 북부 지역을 말한다. 북쪽으로 슈피리어호, 동쪽으로 세인트메리 강, 남쪽으로 미시간호와 휴런호, 서쪽으로 위스콘신주와 접한다.
면적은 42,416 km2으로 미시간주 전체 면적의 1/5을 차지하나, 인구는 약 30만명으로 3%에 불과하다.

## 같이 보기
- 미시간주의 군 목록